# Irati Osa
Irati Osa Irureta (San Sebastián, 26 de octubre de 1997) es una deportista española que compite en piragüismo en la modalidad de maratón. Ha competido en Campeonatos del Mundo y Campeonatos de Europa en múltiples ocasiones desde los 16 años. Ganó una de medalla de plata en el Campeonato de Europa de Maratón de 2019, dos medallas de bronce en el Campeonato Mundial de Piragüismo en Maratón de 2019 y una medalla de bronce en el Campeonato Europeo de Piragüismo en Maratón, en 2022. En el año 2024, logró una medalla de plata y una medalla de bronce, en la Copa del Mundo de maratón. Ese mismo añose proclamó campeona de Europa de Maratón, en la modalidad de K2, con su compañera la conquense Arantza Toledo. En 2025 ganó la medalla de bronce en el Campeonato de Europa celebrada en Ponte de Lima con su compañera Eva Barrios. 
Es también 2 veces campeona del Descenso Internacional del Sella, en la modalidad de K1 en el año 2023 y en la modalidad de K2 en el año 2024.En el año 2025 llegó en tercer lugar, también en la modalidad de K2 junto a Arantza Toledo.

## Inicios
Se inició en el piragüismo con cuatro años. Sus padres también han sido piragüistas. A los 11 años se inició en el club local de Itxas-Gain, e inmediatamente empezó a competir. Más tarde comenzó a participar en campeonatos del País Vasco, nacionales e internacionales.

## Palmarés internacional
| Campeonato Mundial | Campeonato Mundial       | Campeonato Mundial | Campeonato Mundial |
| Año                | Lugar                    | Medalla            | Competición        |
| ------------------ | ------------------------ | ------------------ | ------------------ |
| 2019               | Shaoxing (China)         | Medalla de bronce  | K1                 |
| 2019               | Shaoxing (China)         | Medalla de bronce  | K2                 |
| Campeonato Europeo |                          |                    |                    |
| Año                | Lugar                    | Medalla            | Competición        |
| 2019               | Decize (Francia)         | Medalla de plata   | K1                 |
| 2022               | Silkeborg (Dinamarca)    | Medalla de bronce  | K2                 |
| 2024               | Poznan (Polonia)         | Medalla de oro     | K2                 |
| 2025               | Ponte de Lima (Portugal) | Medalla de bronce  | K2                 |
| Copa del Mundo     |                          |                    |                    |
| Año                | Lugar                    | Medalla            | Competición        |
| 2024               | Brandenburg (Alemania)   | Medalla de plata   | K1                 |
| 2024               | Brandenburg (Alemania)   | Medalla de bronce  | K1                 |